# Итальянская ночница
Итальянская ночница, или длиннопалая ночница (лат. Myotis capaccinii) — плотоядный вид семейства Гладконосые. Обитает в прибрежных районах у Средиземного моря, а также на нескольких участках в западном Иране. В связи с тем, что его популяция сокращается, с 1988 года вид занесён в Красную книгу МСОП как уязвимый.

## Физические характеристики
Итальянская ночница — это летучая мышь семейства Гладконосые среднего размера с характерно большими ступнями (отсюда и название) и более выступающими ноздрями, чем у других европейских видов ночниц (Myotis). Длина колеблется от 47 до 53 мм, а вес до 7-13 г. Задние лапы имеют длину 10-13 мм, на них ещё имеется длинная щетина. Волосы тёмно-серые у основания, светло-дымчато-серые волосы на стороне спины и светло-серые волосы на брюшной стороне.

## Распространение и среда обитания
Длиннопалая летучая мышь обитает в прибрежных районах Марокко, Алжира и Туниса (Северная Африка), некоторых частях Пиренейского полуострова, Южной и Юго-Восточной Франции, Болгарии, Италии и части Балканского полуострова. Её также можно встретить на некоторых островах в Средиземном море, таких как Майорка и Менорка. В Азии вид распространён от Турции через Сирию и Ливан до Израиля, Ирана, Ирака и Узбекистана. Он населяет водно-болотные угодья и пещеры на высоте до 900 метров.
Считается, что современная популяция сокращается. В Испании с 2006 года она снизилась на 30-50 %, вероятно, насчитывая менее 10 000 особей в 30 колониях с более чем 20 летучими мышами. Во Франции известная популяция составляет менее 3800 особей. Популяция в Болгарии оценивается примерно в 20 000 особей. В восточной части страны их больше, чем в западной.

## Поведение и экология
Обитает в известняковых районах, предпочтительно в лесистой или кустарниковой местности рядом с проточной водой. Летние и зимние ночёвки всегда находятся в пещерах, где, как известно, они образуют группы до 500 особей. Это плотоядное животное, ориентированное на воду, охотящееся на рыбу, водных насекомых и других мелких беспозвоночных, таких как остракоды и водяные блохи. Поскольку она является пещерной летучей мышью, ей нужны подземные убежища, чтобы дневать. Она кормится над водоёмами и обитает в районах, где есть водные пути. Из-за своего «тралового» поведения она, по-видимому, предпочитает реки шириной более 10 м (33 фута) с большим количеством прибрежной растительности, которая не даёт воде слишком волноваться от ветра. Спокойная вода, обеспечиваемая этими условиями, позволяет ей более эффективно использовать эхолокацию во время кормления, по сравнению с суровыми условиями, обычно наблюдаемыми на других водоёмах. Она также добывает пищу во время путешествия к выбранному месту кормления, достигая большего за один полёт. Её места ночёвок летом находятся в среднем на расстоянии 50 км от мест зимой, иногда достигая и до 140 км.

## Угрозы
Тремя основными угрозами для всех видов летучих мышей являются исчезновение и нарушение их ночёвок, изменение районов кормления и пестициды. Длиннопалая летучая мышь в значительной степени страдает от первых двух угроз, при этом туризм является одной из основных причин тенденции к сокращению численности популяции. Было сделано много других предположений, объясняющих уменьшение численности популяции. Длиннопалая летучая мышь строго зависит от подземных убежищ, и большинство локализованных вымираний было вызвано нарушением мест размножения. Популяции в Западной Европе были восприимчивы к нарушению среды обитания и мест обитания, в то время как во Франции одной из причин сокращения популяции стало изменение рек. Основная добыча M. capaccinii — комары-звонцы — накапливают токсичные соединения, которые могут привести к гибели этих летучих мышей. В Северной Африке иногда длиннопалых летучих мышей убивают и используют в лечебных целях.

## Охрана
Длиннопалая летучая мышь защищена национальным законодательством в большинстве стран её ареала. Международно-правовые обязательства по защите включают, в частности, Боннскую и Бернскую конвенции. Длиннопалые летучие мыши включены в Приложение II и IV Директивы ЕС о средах обитания и видах, что означает, что для их сохранения необходимы специальные меры. В Испании были установлены заборы для защиты нескольких известных колоний. Чтобы защитить этот вид от сокращения или исчезновения, необходимо принять будущие меры, включая защиту колоний и улучшение качества воды. Некоторые полагают, что следует избегать истощения водоносных горизонтов и изменения водоёмов вблизи обиталищ, а поскольку этот вид зависит от беспрепятственной воды и наличия добычи, приоритетом должна быть защита крупных водных путей возле обиталищ.